# 東京電車区
東京電車区（とうきょうでんしゃく）は、かつて存在した東日本旅客鉄道（JR東日本）首都圏本部の運転士が所属する組織である。
組織再編に伴い、新設された京葉運輸区・丸の内運輸区に行路を移管し2024年3月15日限りで廃止。

## 乗務範囲（廃止時）
- 横須賀線 - 東京駅 - 久里浜駅間
- 総武快速線 - 東京駅 - 千葉駅間
- 成田線 - 千葉駅 - 成田空港駅間
- 山手貨物線 - 品川駅 - 池袋駅間
- 優等列車 - 特急成田エクスプレス

## 歴史
- 1986年11月1日 - 田町電車区の東海道線・横須賀線・総武快速線行路の一部を継承し東京電車区が発足。
- 1990年3月10日 - 京葉線新木場駅 - 東京駅間延伸・全線開業に伴い、東京電車区に京葉線行路を設定する。東海道線行路を田町電車区に移管し解消する。
- 1991年3月19日 - 特急成田エクスプレス運行開始に伴い、東京電車区担当行路を設定。担当区間に成田線千葉駅 - 成田空港駅を追加する。
- 1998年12月8日 - 特急成田エクスプレス大宮駅延伸に伴い、東京電車区担当区間に山手貨物線池袋駅 - 東北本線東大宮操車場を追加する。
- 2022年3月12日 - 特急成田エクスプレス大宮駅乗入れ廃止に伴い、東京電車区担当区間を山手貨物線池袋駅までとする。
- 2023年8月27日 - 東京電車区の京葉線行路を新設した京葉運輸区に移管し解消する。
- 2024年3月16日 - 丸の内運輸区発足に伴い当区の行路を移管。東京電車区を廃止する。

| スタブアイコン | サブスタブ | この項目は、まだ閲覧者の調べものの参照としては役立たない、鉄道に関連した書きかけの項目です。この項目を加筆・訂正などしてくださる協力者を求めています（P:鉄道/PJ:鉄道）。 |